# Dannette Young
Dannette Young (Jacksonville (Florida), Estados Unidos, 6 de octubre de 1964) es una atleta estadounidense retirada, especializada en la prueba de 4 x 100 m en la que llegó a ser campeona olímpica en 1988.

## Carrera deportiva
En los JJ. OO. de Seúl 1988 ganó la medalla de oro en los relevos 4 x 100 metros, con un tiempo de 41.98 segundos, llegando a la meta por delante de Alemania del Este y la Unión Soviética, siendo sus compañeras de equipo: Alice Brown, Florence Griffith Joyner, Evelyn Ashford y Sheila Echols.